# هيلاري لوسون
هيلاري لوسون (بالإنجليزية: Hilary Lawson)‏ هو فيلسوف أمريكي، ولد في 19 يناير 1954.

## وصلات خارجية
- هيلاري لوسون على موقع IMDb (الإنجليزية)
- هيلاري لوسون على موقع ميوزك برينز (الإنجليزية)